# 金禄公債
金禄公債（きんろくこうさい）は、明治維新で、秩禄処分の一環として、禄制の廃止により強制的に禄を廃止したすべての華族・士族にその代償として交付された公債である。数年前に、自主的に禄を返上したものに交付された秩禄公債とは異なる。

## 概要
総計1億7390万8900円、利子は1割、7分、6分、5分の4種あった。また利子の受け取り期間は5~14年であった。この公債証書を受け取るべき者、つまり禄券を有する者の人数は、34万人にのぼった。起債の年は、1878年(明治11年)であった。
1875年（明治8年）9月、明治政府は米高によって給する禄を、米の現物ではなく、各地方3箇年の平均相場に換算して貨幣で支給することを始めた（金禄）。ついで1876年（明治9年）、財政の窮乏を補うためにそれまでの禄制を強制的に廃して、金禄公債という国債証券を発行下付し、30年内に償還することに定め、利子は公債の額面10円以上は7分、100円以上は6分、1000円以上は5分、売買可能な金禄(薩摩藩士族を対象として優遇)に対しては1割とした。毎年抽選により選ばれた対象者から、政府が公債証書を回収し額面の元金を支払うことで償還が行われた。対象者は、公債記載の利子の受け取り期間内は、毎年利子を受け取った。
廃藩置県以前に、財政に窮乏した各藩および明治政府の禄制改革によって、既に華士族の禄は大幅に削減されていた。上士の場合、十分の一以下となることも珍しくなかった。ただし、旧藩主の華族は家禄が各藩の収入の十分の一程度と高めに設定されていた。公債の額面はこの金禄に対し発行された。事業開始の資金とされるように公債は売買可能とされ、平均利子が東京の最低賃金の約3分の1程度の少額であったため、生活に窮した多くの士族が売却した。また、銀行設立の資本金ともなった。当時発行された公債のなかで最も巨額のもので、総額1億7390万円に達した。なお、明治10年の国家予算額は5100万円に過ぎなかった。30年後の1906年（明治39年）に予定通りすべての公債の償還を完了した。

## 背景
廃藩置県によりすべての士族を支配下に置いた明治政府は、人口の約5%(戸主の数はさらに少なく1%強)にあたる(ほとんどが無職の)華士族に国家予算の4割近くを俸禄として支払う事態に直面した。そこで、年限を切って俸禄を廃止することを決めた（秩禄処分）。士族に事業資金を与えるため、全ての士族に相当の現金を渡すことが理想的であった。だが政府にはそれだけの資金がなかったため、毎年抽選で一部の対象者に償還することで支出を平準化した。そして公債を売買可能とすることで、償還前の対象者が売却して事業資金に充てることを可能とした。

## 計算方法
金禄公債の額の算出方法は、まず「（家禄＋賞典禄[実額]）×石代相場＝金禄本高」を算出する。その金禄本高の額によって、一時下賜年数が5年～14年分まで30等級に分けられる。たとえば金禄本高7万円以上の者であれば5年であるので、金禄本高に5を掛けた額が金禄公債額となる。
「石代相場」とは、明治5年から明治7年までの3年間の各地方の貢納石代相場の平均額のことである。
また「賞典禄の実額」は、資料に正確な数字の記載は発見されていないものの、『華族諸家伝』その他の資料に記載された賞典米高から逆算して1/10を実額とし、その2年半年分を一時に下賜したものと考えられており、計算式にすれば「賞典禄[名目額]× 1/10×2.5」である。
金禄公債額を計算式としてまとめれば、金禄本高7万円以上の者であれば、「（家禄＋賞典禄[名目額]×2.5/10）×石代相場×5＝金禄公債額」となる。
たとえば旧広島藩主浅野家の場合であれば、次の通りになる。（2万5837石(家禄)＋1万5000石(賞典禄名目額)×2.5/10）×4.29535(石代相場)×5(7万以上の金禄本高につき5年分) ＝ 金禄公債額63万5432円60銭。